# Verbe wissen (allemand)

## Description
Le verbe « wissen » (savoir, être au courant de quelque chose) se conjugue comme les verbes de modalité allemands.
Néanmoins, il n'est généralement pas considéré comme un verbe modal, car il n'est habituellement pas suivi d'un groupe infinitif avec un verbe à l'infinitif en fin de phrase, mais plus particulièrement d'une phrase subordonnée :
- Ich weiß, dass er morgen nach Berlin fährt : je sais que demain il part pour Berlin.

## Emploi
- Ich weiß! : je sais !
- Das weiß ich nicht! : ça, je ne sais pas !
- Ich weiß nicht, wo sie wohnt. : je ne sais pas où elle habite.
- Ich weiß nicht, was ich machen soll! : je ne sais pas ce que je dois faire !
- Du weißt immer alles besser : tu sais toujours tout mieux que les autres !
- Ich möchte gerne wissen, wie ich zum Bahnhof komme... : je souhaiterais savoir comment aller à la gare...
- Ich weiß nicht, was soll es bedeuten / Daß ich so traurig bin (Heinrich Heine) : je ne sais ce que ça peut vouloir dire, que je sois si triste.

## Graphie
Le -ss- du radical de « wissen » est noté par le Eszett ou scharfes S "ß" quand la voyelle du radical est la diphtongue "ei".
- *ich weiss = ich weiß
- *du weisst = du weißt

## Conjugaison de wissen

### Infinitif
| Temps           | wissen        | Signification |
| --------------- | ------------- | ------------- |
| Infinitif       | wissen        | savoir        |
| Infinitif passé | gewusst haben | avoir su      |

### Participe
| Temps                          | wissen  | Signification |
| ------------------------------ | ------- | ------------- |
| Participe présent              | wissend | sachant       |
| Participe passé (participe II) | gewusst | su            |

### Impératif
« wissen » n'est guère employé à l'impératif. Pour exprimer l'idée de « Sache que... », « sachez que... », on emploie le verbe de modalité « sollen » :
- « Du sollst wissen, dass... » : tu dois savoir que..., sache que...
- « Sie sollen wissen, dass... » : vous devez savoir que..., sachez que...

| wissen                            | Signification        |
| --------------------------------- | -------------------- |
| wisse wissen wir wisst wissen Sie | sache sachons sachez |

### Subjonctif (Konjunktiv)
| Temps                      | wissen |
| -------------------------- | --- |
| Présent                    | ich wisse du wissest er wisse wir wissen ihr wisset sie wissen Sie wissen                                                  |
| Passé                      | ich habe gewusst du habest gewusst er habe gewusst wir haben gewusst ihr habet gewusst sie haben gewusst Sie haben gewusst |
| Futur                      | ich werde wissen du werdest wissen er werde wissen wir werden wissen ihr werdet wissen sie werden wissen Sie werden wissen |
| Futur antérieur (Futur II) | ich werde gewusst haben...                                                                                                 |

| Temps                      | wissen |
| -------------------------- | --- |
| Présent                    | ich wüsste du wüsstest er wüsste wir wüssten ihr wüsstet sie wüssten Sie wüssten                                           |
| Passé                      | ich hätte gewusst |
| Futur                      | ich würde wissen du würdest wissen er würde wissen wir würden wissen ihr würdet wissen sie würden wissen Sie würden wissen |
| Futur antérieur (Futur II) | ich würde gewusst haben...                                                                                                 |